# Sysslebäck
Sysslebäck – miejscowość (tätort) w Szwecji, w regionie administracyjnym (län) Värmland, w gminie Torsby.
Według danych Szwedzkiego Urzędu Statystycznego liczba ludności wyniosła: 473 (31 grudnia 2015), 434 (31 grudnia 2018) i 439 (31 grudnia 2019).